# مسابقات جهانی تنیس روی میز ۱۹۵۶
مسابقات جهانی تنیس روی میز ۱۹۵۶ (انگلیسی: 1956 World Table Tennis Championships) بیست و سومین دوره مسابقات جهانی تنیس روی میز است که در شهر توکیو، ژاپن برگزار شده است.
این مسابقات از ۲ تا ۱۱ آوریل ۱۹۵۶ در دو بخش تیمی و انفرادی انجام شده است.